# حمام کرناسیان
حمام کرناسیان مربوط به دوره قاجار است و در دزفول، حاشیه جنوب محله کرنا سیان واقع شده این اثر در تاریخ ۹ اردیبهشت ۱۳۸۲ با شمارهٔ ثبت ۸۳۷۷ به‌عنوان یکی از آثار ملی ایران به ثبت رسیده است. 

## نام های دیگر
این اثر تاریخی با نام های دیگری مانند حمام نو یا حمام حاج نصیر نیز شناخته می شد

## دلایل نام گذاری
دلیل تغییر نام حمام حاج نصیر به کرناسیان این بوده که عشایری که از کوه های کرناس وطایفه کرناسی(پاپی) به این منطقه کوچ می کردند بعدها به مکانی برای اسکان آنان تبدیل شده است برای همین نام منطقه و حمام به حمام کرناس یا کرناسیان تغییر پیدا کرد و حال به همین نام نیز شناخته می شود

## تبدیل به موزه مردم شناسی در دزفول
حمام کرناسیان در سال ۱۳۸۵توسط سازمان میراث فرهنگی ایران تغییر کاربری داده است و هم اکنون به عنوان موزه مردم شناسی در دزفول شناخته می شود

## آتش سوزی در حمام
حمام کرناسیان یک بار در تاریخ ۹ فروردین ۱۳۹۵ صبح روز دوشنبه آتش گرفت و مدیر عامل سازمان آتش نشانی شهرستان دزفول اتصالی کنتربرق اعلام کرد همچنین عبدالحسین معظم فر با بیان این که آتش به بخش داخلی این حمام تاریخی سرایت نکرده است گفت:حمام کرناسیان در این آتش سوزی دچار دودگرفتگی و قطعی برق شده است که کارشناسان اداره برق در حال بررسی موضوع و برآورد خسارت هستند.و سر انجام پس از ۵ روز در تاریخ ۱۴ فروردین ۱۳۹۵ حمام بازگشایی می شود